# Dawny kościół Apostolsko-Katolicki w Legnicy
Dawny kościół Apostolsko-Katolicki – budynek przy ulicy Henryka Pobożnego 7 wzniesiony przez gminę apostolsko-katolicką.
Świątynia została zbudowana w stylu neogotyckim i poświęcona w dniu 13 września 1863 roku. Jej budowa została przeprowadzona głównie dzięki osobistemu zaangażowaniu wpływowego barona Bolko von Richthofena (1821-1899), który poznawszy założenia wywodzącej się z Anglii grupy wyznaniowej stał się jej gorącym zwolennikiem. W 1855 roku założona przez niego gmina liczyła 51 wiernych, natomiast już w 1875 roku było już w niej 249 wyznawców, a on sam pełnił funkcję na początku pastora i świeckiego duchownego, a później spełniał rolę proroka. Dawna świątynia kościoła apostolsko-katolickiego w dniu 4 września 1946 roku na mocy decyzji Wydziału Społeczno-Politycznego we Wrocławiu została przyznana Kościołowi Metodystycznemu w Legnicy. Obecnie jest własnością Zboru Kościoła Zielonoświątkowego "Anastasis". Do dziś przetrwały niektóre elementy oryginalnego wyposażenia z ołtarzem i chórem z organami.